# 밀라노 카도르나역
밀라노 카도르나역(Milano Cadorna)은 이탈리아 밀라노의 스포르체스코성 근처에 위치한 통근 철도역이다.

## 역사
1879년 샬레 스타일로 목조로 지어진 원래의 역이 개업했다. 1920년에 증축했지만, 제2차 세계대전 당시 도시의 폭격으로 역이 파괴되었다. 현재의 구조와 동명의 광장은 1999년 가에 아울렌티의 프로젝트에 따라 완전히 복원되었다. 역 이름은 이탈리아 육군 루이지 카도르나 장군의 이름을 따서 명명되었다.

## 교통
이 역에서 통근, 교외, 지역 및 급행열차를 이용하는 승객 서비스는 트레노르드에서 운영한다.

### 현지 대중교통
역 앞 루이지 카도르나 광장은 밀라노 대중교통의 중심지이다. 여기에는 교차로 카도르나 지하철역(지하철 M1 및 M2)이 있으며 트램 1호선(1)과 11개의 버스 노선(NM1, NM2, N25, N26, N50, N57, N94, 50, 58, 61 및 94)의 정류장 또는 헤드라인이 있다.

## 갤러리

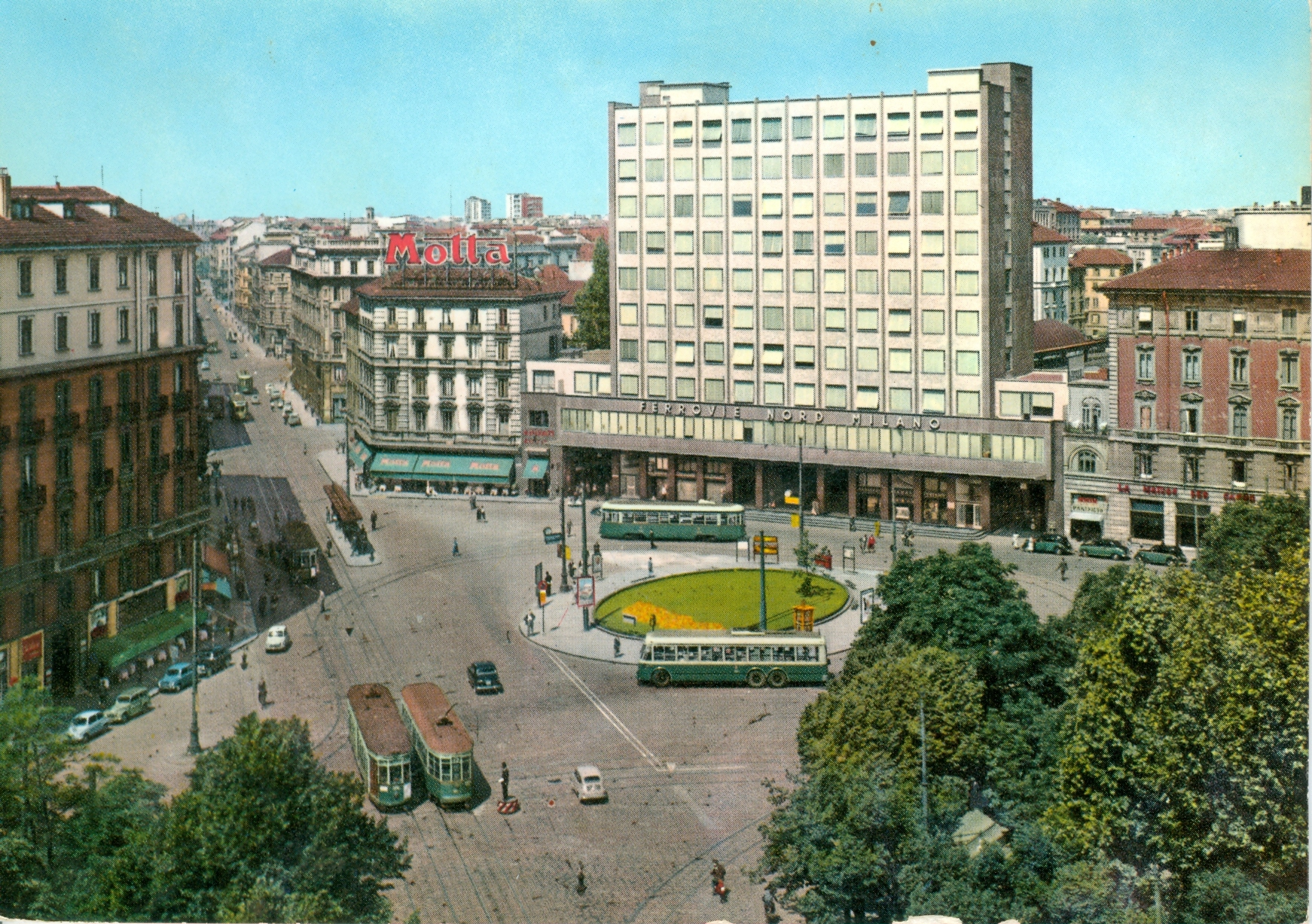
복원전 1960년대의 카도르나역